# Canton de Beaucourt
Le canton de Beaucourt est un ancien canton français situé dans le département du Territoire de Belfort et la région Franche-Comté.

## Histoire
Le canton est créé par le décret du 19 janvier 1970 scindant le canton de Delle.
Il est supprimé par le décret du 13 février 2014 lors du redécoupage cantonal de 2014.

## Composition
Le canton regroupe six communes :
| Nom                   | Code Insee | Intercommunalité     | Superficie (km2) | Population (dernière pop. légale) | Densité (hab./km2) |
| --------------------- | ---------- | -------------------- | ---------------- | --------------------------------- | ------------------ |
| Beaucourt             | 90009      | CC du Sud Territoire | 4,95             | 5 047 (2014)                      | 1 020              |
| Croix                 | 90030      | CC du Sud Territoire | 5,41             | 166 (2014)                        | 31                 |
| Fêche-l'Église        | 90045      | CC du Sud Territoire | 3,93             | 804 (2014)                        | 205                |
| Montbouton            | 90070      | CC du Sud Territoire | 2,81             | 403 (2014)                        | 143                |
| Saint-Dizier-l'Évêque | 90090      | CC du Sud Territoire | 10,83            | 428 (2014)                        | 40                 |
| Villars-le-Sec        | 90105      | CC du Sud Territoire | 3,05             | 161 (2014)                        | 53                 |

## Représentation
| Période | Période | Identité                           | Étiquette    | Qualité |
| ------- | ------- | ---------------------------------- | ------------ | --- |
| 1970    | 1976    | Pierre Perrin (1924-2010)          | UDR          | Chef d'entreprise Conseiller municipal de Beaucourt                                                                                        |
| 1976    | 1982    | Raymond Forni                      | PS           | Avocat Conseiller municipal de Montreux-Château (1971-1977) Député (1973-1985, 1988-1993 et 1997-2002) Élu en 1987 dans le canton de Delle |
| 1982    | 2001    | Pierre Perrin                      | RPR puis DVD | Conseiller régional |
| 2001    | 2015    | Cédric Perrin (neveu du précédent) | UMP          | Juriste Maire de Beaucourt (2008-2017) Suppléant du député Damien Meslot Sénateur depuis 2014                                              |

## Démographie
| 1975  | 1982  | 1990  | 1999  | 2006  | 2011  | 2012  |
| ----- | ----- | ----- | ----- | ----- | ----- | ----- |
| 7 031 | 7 364 | 7 324 | 7 202 | 6 931 | 7 032 | 7 083 |